# Modelado 3D
El modelado 3D es el proceso de desarrollo de una representación matemática de cualquier objeto tridimensional (ya sea inanimado o vivo) a través de un software especializado. Al producto se le llama modelo 3D. Se puede visualizar como una imagen bidimensional mediante un proceso llamado renderizado 3D o utilizar en una simulación por computadora de fenómenos físicos. El modelo también se puede crear físicamente usando dispositivos de impresión 3D
Los modelos pueden ser creados automática o manualmente. El proceso manual de preparar la información geométrica para los gráficos 3D es similar al de las artes plásticas y la escultura.
El software de modelado 3D es un tipo de software de gráficos 3D utilizado para producir modelos tridimensionales. Los programas individuales de este tipo son llamados «Aplicaciones de modelado» o «modeladores».

## Modelos
Los modelos 3D representan un objeto tridimensional usando una colección de puntos en el espacio dentro de un espacio 3D, conectados por varias entidades geométricas tales como triángulos, líneas, superficies curvas, etc. Siendo una colección de datos (puntos y otro tipo de información), los modelos 3D pueden ser hechos a mano, a través de algoritmos o bien escaneados.
Los modelos 3D son ampliamente usados en gráficos 3D. De hecho, su uso pre-data se extiende al uso de gráficos 3D en ordenadores. Algunos videojuegos usan imágenes pre-renderizadas de modelos 3D como sprites antes de que los ordenadores pudieran renderizarlas en tiempo real.

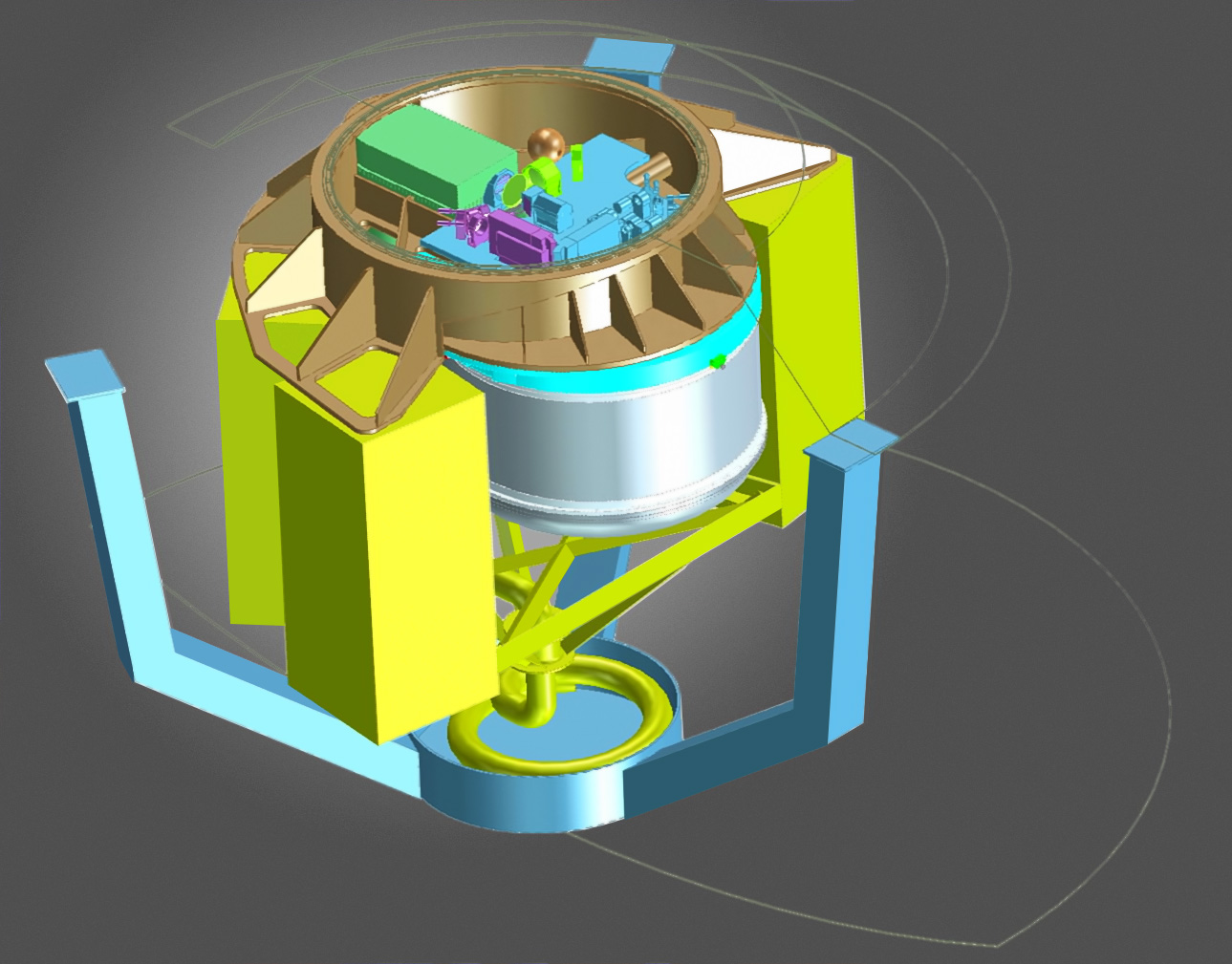
Modelo 3D de un espectógrafo.

Hoy en día, los modelos 3D son usados en una amplia variedad de campos. La industria médica usa modelos detallados de órganos; esto puede ser creado con múltiples partes de imágenes 2-D de un MRI o escáner CT. La industria del cine lo usa como personajes y objetos para la animación o la realidad motion pictures. La industria de los videojuegos video game industry los utiliza como recurso para videojuegos. El sector científico los utiliza como modelos altamente detallados de componentes químicos. La industria de la arquitectura los utiliza para demostrar las propuestas de edificios y panoramas a través de Software Architectural Models. La comunidad ingeniera lo utiliza para diseños de nuevos artefactos, vehículos y estructuras así como portador de otros usos. En décadas recientes la comunidad de las ciencias de la tierra ha empezado a construir modelos geológicos 3D como una práctica estándar. Los modelos 3D también pueden ser la base para los aparatos físicos que son construidos con impresoras 3D o CNC machines.

### Representación
Casi todos los modelos 3D pueden ser divididos en dos categorías:
- Sólidos - Estos modelos definen el volumen del objeto que representan (como una roca). Estos son más realistas, pero más difíciles de construir. Los modelos sólidos son mayormente usados para simulaciones no visuales, tales como médicas y de ingeniería. Para CAD y aplicaciones visuales especializadas tales como ray tracing y constructive solid geometry.

- Carcasa/contorno - Estos modelos representan la superficie, ej. el contorno del objeto, no su volumen (como un cascarón infinito). Es más fácil trabajar con ellos que con modelos sólidos. Casi todos los modelos visuales usados en juegos y películas son modelos protectores.

La apariencia de un objeto depende en gran parte del exterior del objeto, boundary representations comúnmente en gráficos de computadora. Las superficies de dos dimensiones surfaces son una buena analogía de los objetos usados en gráficos, aunque bastante a menudo estos objetos son no-manifold. Desde que las superficies no son finitas, una aproximación digital discreta es requerida: polygonal meshes (y a una menor extensión subdivision surfaces) son por lejos la representación más común, aunque point-based las representaciones han ido ganando algo de popularidad en los años recientes. Level sets son una representación útil para deformar las superficies donde someten varios cambios tipológicos tales como fluidos.
El proceso de la transformación de representación de objetos, tales como el punto medio coordinado de esfera y un punto en su circunferencia en un polígono en la representación de una esfera, es llamado tessellation. Este paso es usado en un base de polígono renderizado, donde los objetos son divididos de presentaciones abstractas ("primitivas") tales como esferas, cones etc. Son llamadas "mallas", las cuales son redes de triángulos interconectados. Las mallas de triángulos (en vez de e.g. squares) son populares por probar que son fáciles de usar como render scanline rendering. La representación de polígonos no son usadas en todas las técnicas para renderizar, y en esos casos los pasos de teselación no está incluidos en la transición de una representación abstracta a una escena renderizada.

## Proceso de modelado
Hay 3 formas populares de representar un modelo:
1. Modelado Poligonal - Son puntos en un espacio 3D, llamados vértices, están conectados para formar un malla poligonal. La gran mayoría de los modelos 3D hoy en día están construidos como modelos de textura poligonal, porque son flexibles y porque las computadoras pueden renderizarlos muy rápido. Sin embargo, los polígonos son planos y solamente se pueden aproximar a superficies curvas usando varios polígonos.
2. Modelado de curvas - Las superficies están definidas por curvas, las cuales son influenciadas por la ponderación del control de puntos. La curva sigue (pero no necesariamente interpola) los puntos. Incrementar el peso de un punto va a enviar la curva más cercana a ese punto. Los tipos de curva incluyen nonuniform rational B-spline (NURBS), chavetas, parches y geometric primitives.

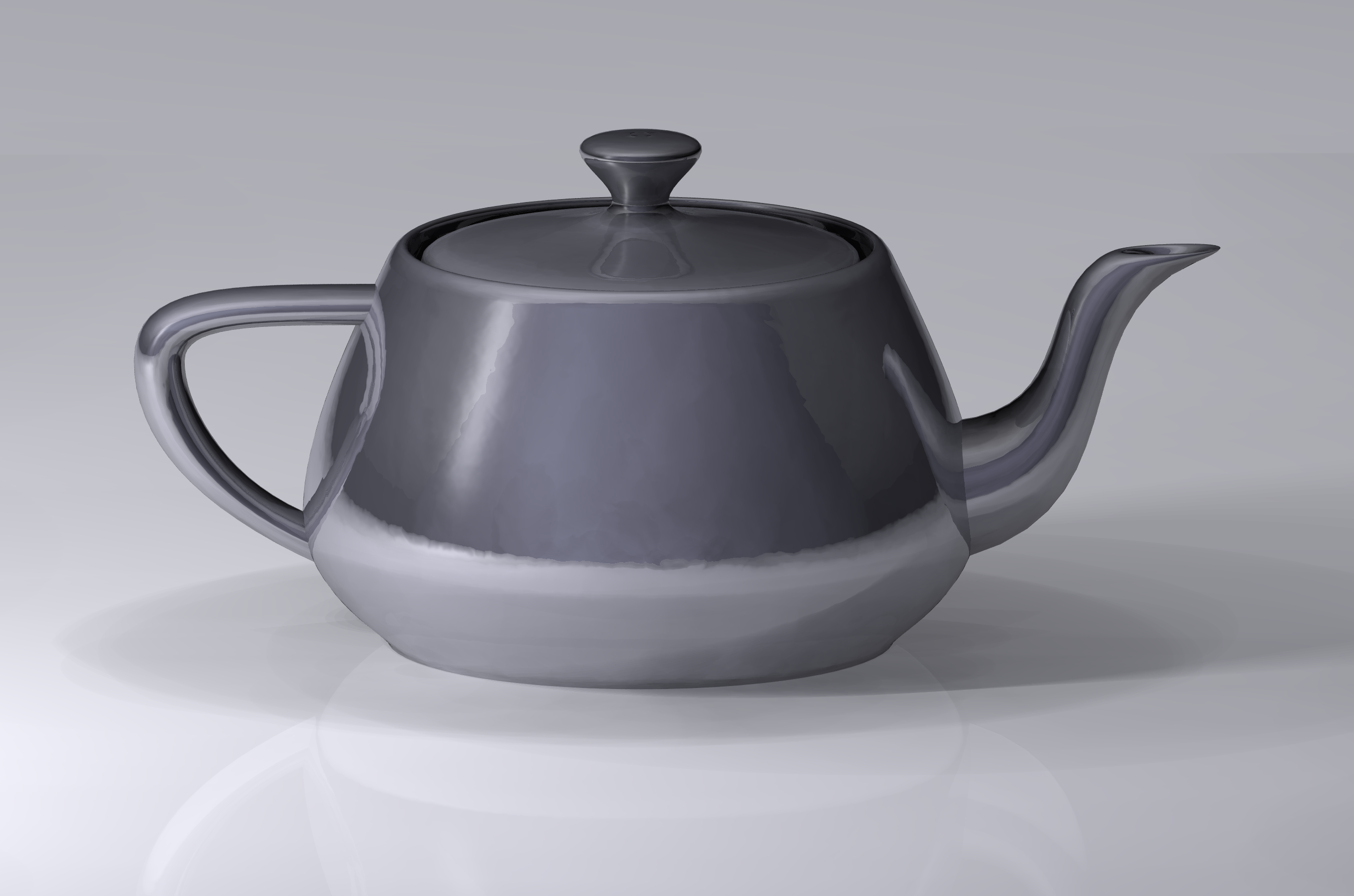
A modern render of the iconic Utah teapot model developed by Martin Newell (1975). The Utah teapot is one of the most common models used in 3D graphics education.

3. A modern render of the iconic Utah teapot model developed by Martin Newell (1975). The Utah teapot is one of the most common models used in 3D graphics education.Escultura digital - Aunque todavía es un método bastante nuevo para modelar, la escultura digital en 3D se ha vuelto muy popular en sus pocos años de existencia.[4] Actualmente hay 3 tipos de esculpidos digitales Desplazamiento, el cual es el más usado entre aplicaciones en este momento, volumétrico and Teselacion digital. El "desplazamiento" usa un modelo denso (A veces generado por Subdivision surfaces un polígono con malla) y locaciones de tiendas para ver la posición de los vértices a través de un mapa de 32bit que almacena las ubicaciones ajustadas. La volumétrica que se basa libremente en Voxel s tiene capacidades similares como el desplazamiento, pero no sufre de polígonos forzados cuando no hay suficientes polígonos en una región para lograr una deformación. Teselación dinámica es similar a Voxel pero divide la superficie usando la triangulación para mantener una superficie lisa y permitir detalles más finos. Estos métodos permiten una exploración más artística como el modelo tendrá una nueva topología creado más de una vez las formas de los modelos y posiblemente detalles han sido esculpidos. La nueva malla por lo general tienen la información original de alta resolución de la malla transferidos en datos de desplazamiento o datos de los mapas normales si es para un motor de juego.

La etapa de modelado consiste en dar forma a los objetos individuales que son utilizados más adelante en la escena. Hay una serie de técnicas de modelado, incluyendo:
- constructive solid geometry
- implicit surfaces
- subdivision surfaces

El modelo puede ser realizado por medio de un programa específico (por ejemplo, Cinema 4D, form • Z, Maya, 3DS Max, Blender, Lightwave, Modo, solidThinking) o un componente de aplicación (talladora, Lofter en 3DS Max ) o un lenguaje de descripción de escena (como en POV-Ray). En algunos casos, no hay distinción estricta entre estas fases; en tales casos, el modelado es sólo una parte del proceso de creación de escena (este es el caso, por ejemplo, con Caligari trueSpace y Realsoft 3D).
Materiales complejos tales como tormentas de arena, las nubes y los aerosoles líquidos se modelan con sistema de partículas, y son una masa de 3D coordinar que tienen ya sea puntos, Polígono s, textura splat s, o sprites asignados a ellos.

## Comparación con los métodos 2D
Efectos photorealistic 3D se logran a menudo sin el modelado de alambre y son a veces indistinguibles en la forma final. Algunos graphic art software incluyen filtros que se pueden aplicar a los gráficos vectoriales 2D o 2D gráficos de trama en capas transparentes.
Ventajas de modelado 3D "wireframe" sobre los métodos exclusivamente 2D incluyen:
- Flexibilidad  capacidad de cambiar los ángulos o animar imágenes con renderizado más rápido de los cambios;
- Facilidad de representación , cálculo automático y renderizado en efectos fotorrealistas en lugar de visualizar mentalmente o estimar;
- Fotorrealismo preciso , menos posibilidades de error humano a la colocación incorrecta, la exageración, u olvidar incluir un efecto visual.

Las desventajas comparadas a un renderizado fotorealista 2D puede incluir un software de aprendizaje y dificultad para lograr ciertos efectos fotorrealistas. Algunos efectos fotorrealistas pueden conseguirse con los filtros de renderizado especiales incluidos en el software de modelado 3D. Para la mejora de ambos, algunos artistas utilizan una combinación de modelado 3D, seguido de la edición de las imágenes por ordenador prestados 2D a partir del modelo 3D.

## Mercado de los modelos 3D
Un gran mercado para modelos 3D (así como contenido relacionado con lo 3D, como texturas, scripts, etc.) todavía existe - ya sea para los modelos individuales o grandes colecciones. Los mercados en línea para el contenido 3D, como TurboSquid, The3DStudio, CreativeCrash, CGTrader, FlatPyramid, NoneCG, CGPeopleNetwork y DAZ 3D, permiten a los artistas individuales vender contenido que ellos han creado. A menudo, el objetivo de los artistas es obtener un valor adicional a los activos que han creado previamente para proyectos. De esta manera, los artistas pueden ganar más dinero por su contenido antiguo, y las empresas pueden ahorrar dinero mediante la compra de los modelos preconfeccionados en lugar de pagar a un empleado para crear uno desde cero. Estos mercados suelen dividir la venta entre ellos y el artista que creó el activo, los artistas reciben del 40% al 95% de las ventas según el mercado. En la mayoría de los casos, el artista conserva la propiedad del modelo 3D; el cliente solo compra el derecho de usar y presentar el modelo. Algunos artistas venden sus productos directamente en sus propias tiendas que ofrecen sus productos a un precio inferior, al no utilizar intermediarios.
En los últimos años numerosos mercados especializados en modelos de impresión en 3D han surgido. Algunos de los Impresión mercado 3D s son combinación de modelos de sitios de intercambio, con o sin un sistema incorporado en la capacidad de e-com. Algunas de esas plataformas también ofrecen servicios de impresión en 3D en la demanda, software para la representación de modelo y de visualización dinámica de artículos, etc. Entre las plataformas 3D más populares de intercambio de archivos de impresión son Shapeways, Thingiverse, CGTrader, Threeding y MyMiniFactory.

## Impresión 3D
La impresión 3D es una forma de tecnología de fabricación aditiva, donde un objeto tridimensional es creado por capas sucesivas de material.
En los últimos años, ha habido un aumento en el número de empresas que ofrecen modelos 3D impresos personalizados de los objetos que han sido escaneados, renderizados en tres dimensiones en los programas informáticos, y luego impresos a los requerimientos del cliente. Como se mencionó anteriormente, los modelos 3D se pueden comprar en los mercados en línea e impresos por personas o empresas que utilizan las impresoras 3D disponibles en el mercado, permitiendo a la casa-producción de objetos como piezas de repuesto, y hasta equipo médico.

## Modelos humanos
La primera aplicación comercial ampliamente disponible de los modelos virtuales humanos apareció en 1998 en Lands' End sitio web. Los modelos virtuales humanos fueron creados por la empresa My Virtual Mode Inc. y permitieron a los usuarios crear un modelo de sí mismos y probar con ropa 3D. Hay varios programas modernos que permiten la creación de modelos humanos virtuales (Poser es un ejemplo).

## Usos

Steps of forensic facial reconstruction of a mummy made in Blender by the Brazilian 3D designer Cícero Moraes.

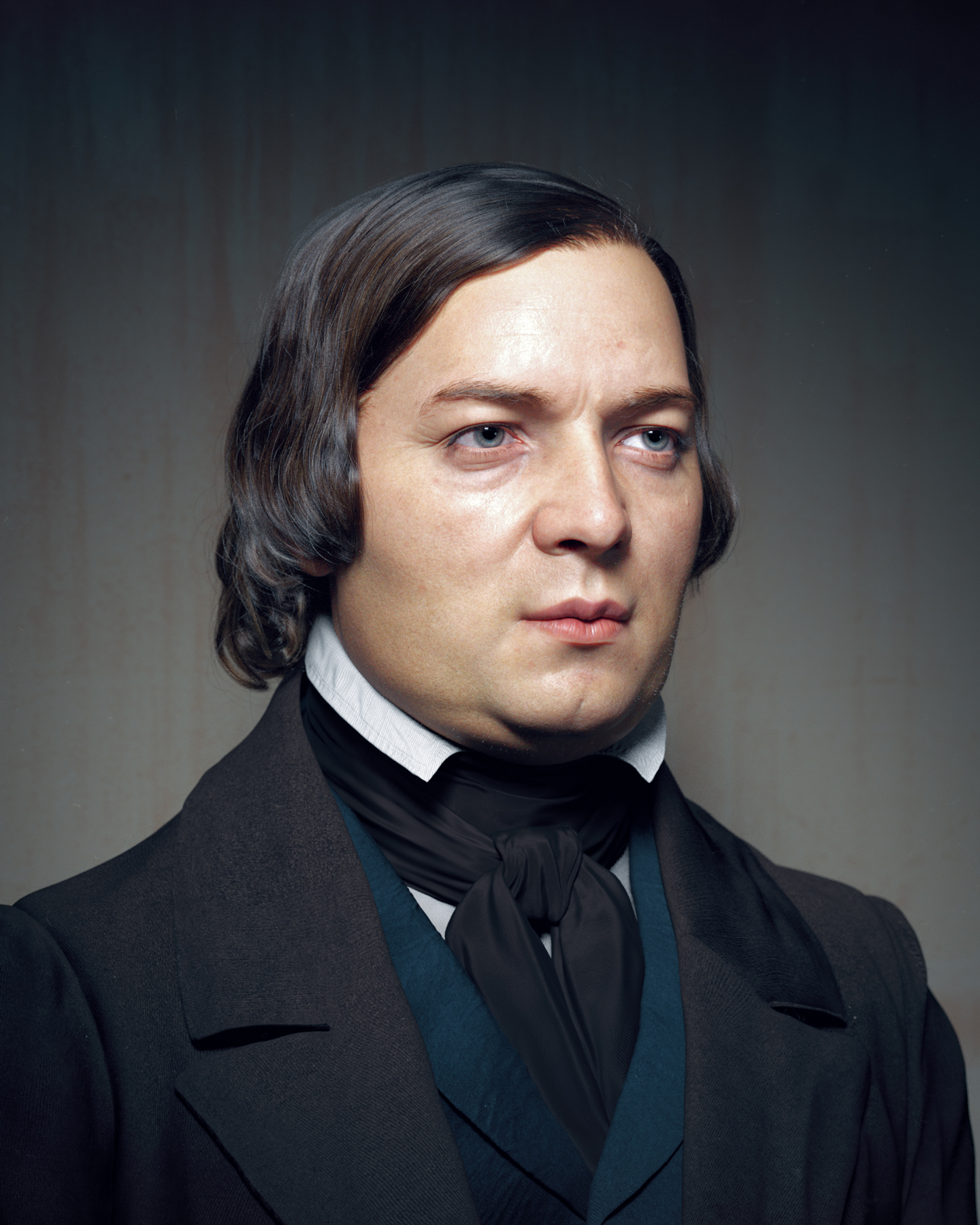
Renderizado hiperrealista de un modelo 3D de Robert Schumann creado por Hadi Karimi.

El modelado 3D se utiliza en diversas industrias como películas, animación y juegos, el diseño de interiores y la arquitectura. También se utilizan en la industria médica para las representaciones interactivas de la anatomía. Una amplia serie de software 3D también se utiliza en la construcción de representaciones digitales de modelos mecánicos o partes antes de que se fabrican en realidad. CAD / CAM es un software que se utiliza en este tipo de campos, y con este software, no sólo se puede construir las partes, sino también ensamblarlos, y observar su funcionalidad.
El modelado 3D también se utiliza en el campo del diseño industrial, en el que los productos son modelados en 3D antes de representar a los clientes.
En las industrias de medios y eventos, modelado en 3D se utiliza en escenario / Escenografía.